# Massiel
Massiel, artistnamn för María de los Ángeles Felisa Santamaría Espinoza, född 2 augusti 1947 i Madrid, är en spansk sångerska som bland annat vann Eurovision Song Contest 1968 med låten "La La La", skriven av Ramón Arcusa och Manuel de la Calva.
Låten vann över storfavoriten Congratulations, som framfördes av Cliff Richard.
Det var egentligen meningen att Joan Manuel Serrat skulle sjunga men han vägrade om han inte fick sjunga på katalanska istället för spanska. Så nio dagar före tävlingen ringde de Massiel på hennes turné i Mexiko och hon återvände till Spanien, lärde sig låten, spelade in i 5 olika språk och vann.